# Kolgujev

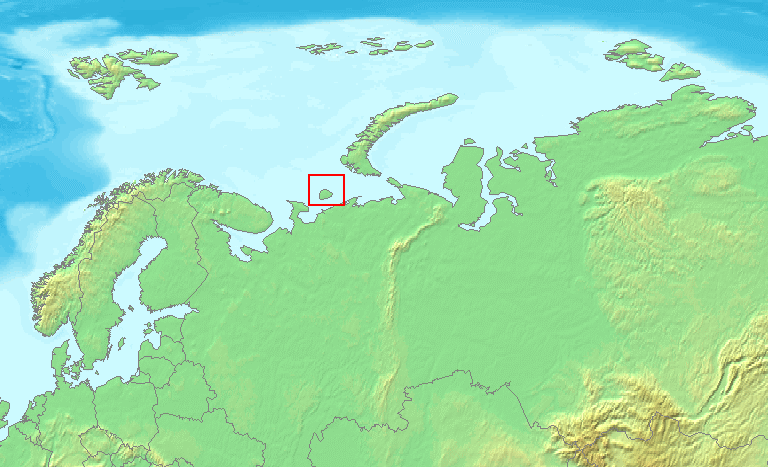
Karta med Kolgujev inringat.

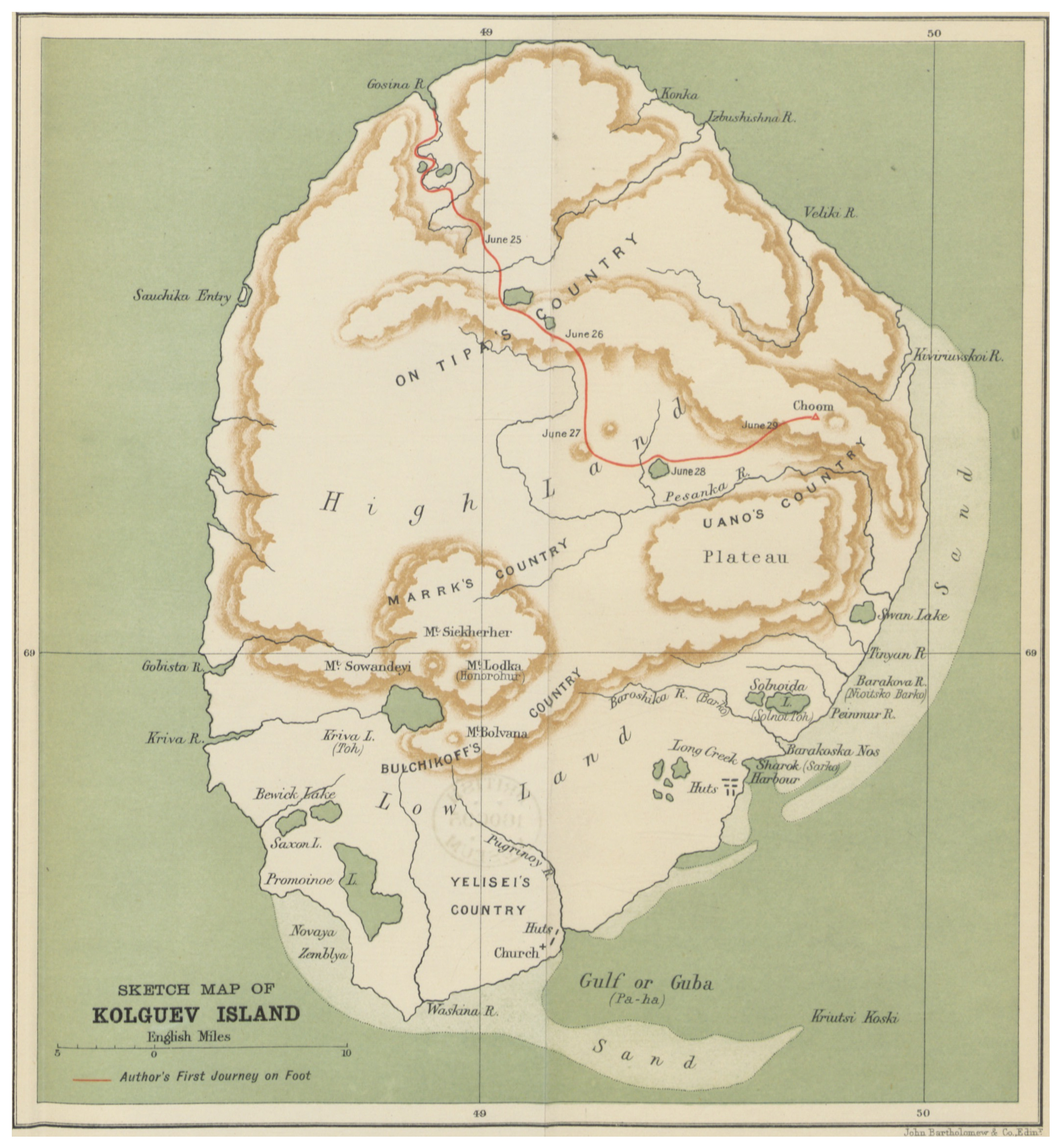
Karta över Kolgujev från 1895.

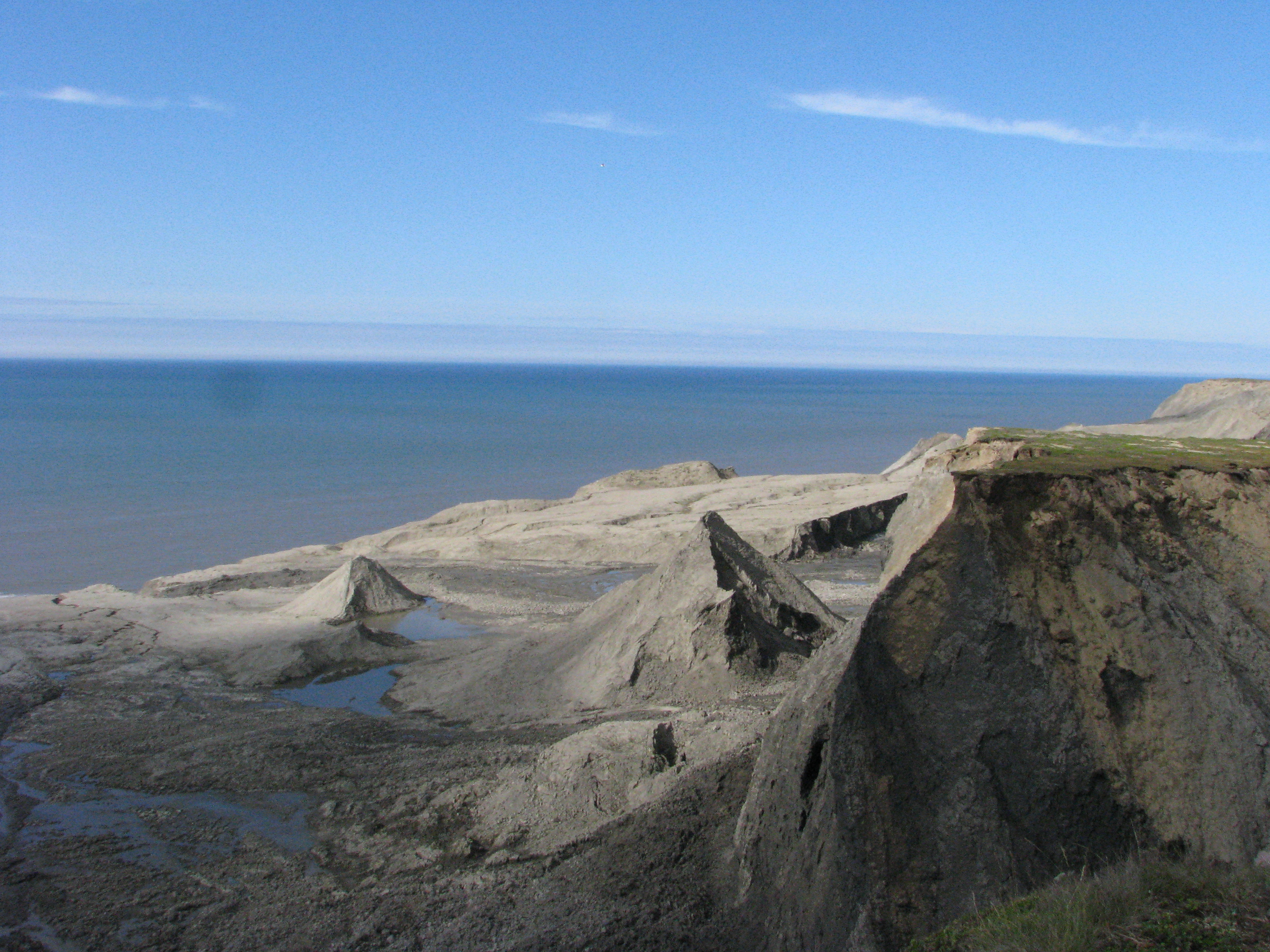
Kustlandskap på ön.

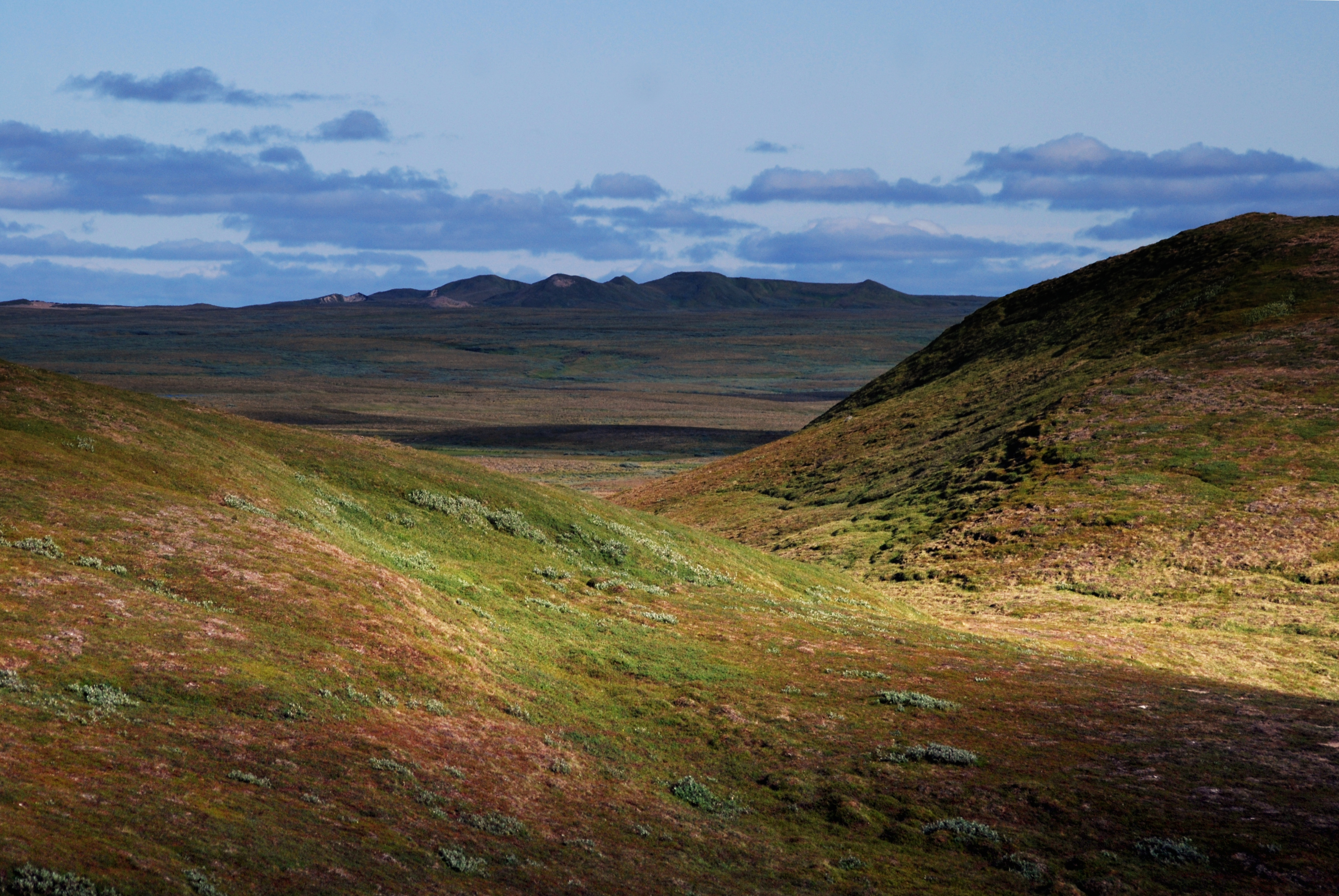
Tundralandskap mer inåt ön.

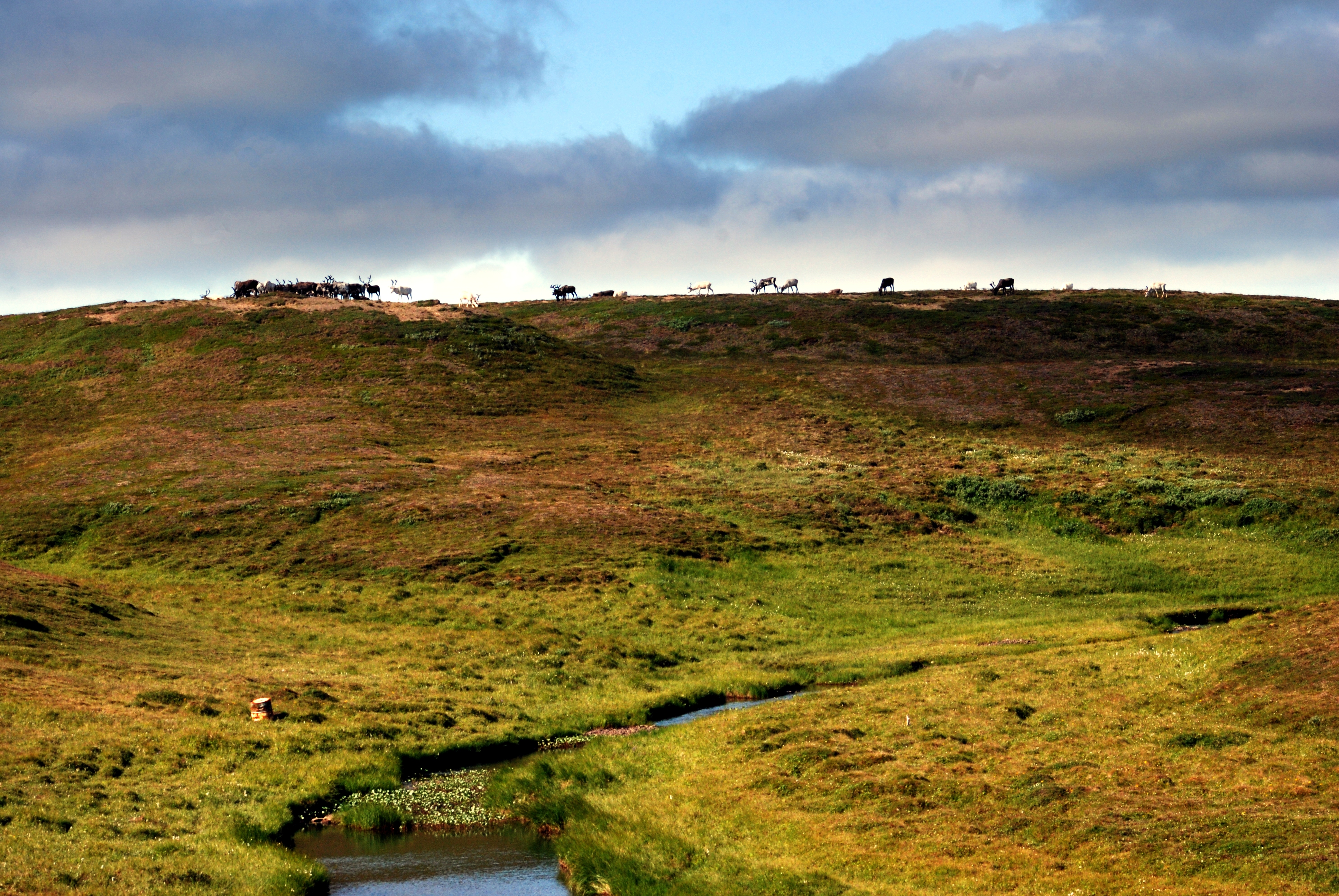
Öns tundralandskap med renar, 2009.

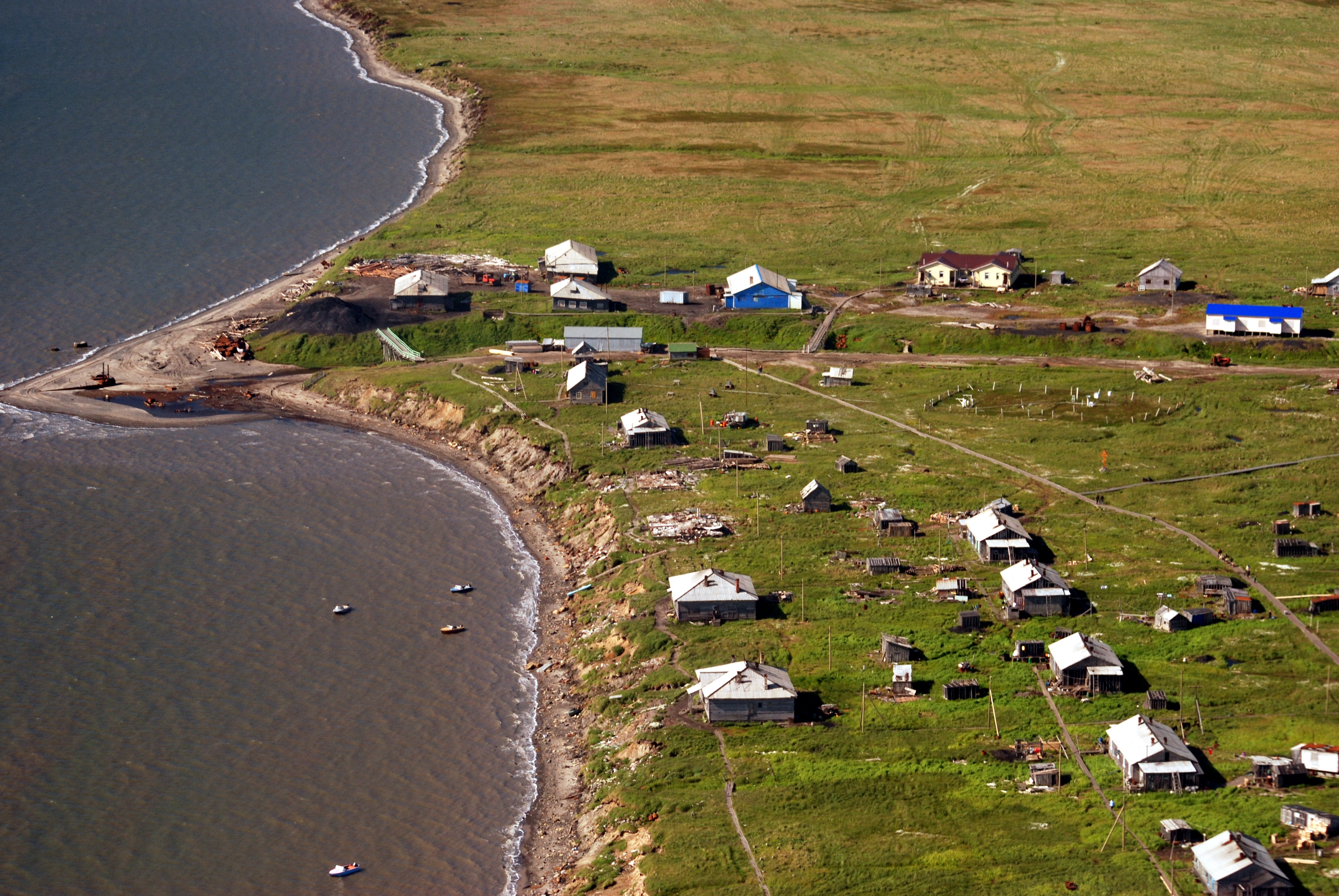
Bosättningen Bugrino, 2009.

Kolgujev (ryska: Колгуев) är en ö utanför nordvästra Rysslands kust i Barents hav, nordost om Kaninhalvön och Tjeskajaviken, på gränsen mellan den sydvästra och sydöstra delen av Barents hav, och öns östra kust sköljs av Petjorahavet. Ön skiljs i söder från det ryska fastlandet genom ett cirka 72 km brett sund. Ön tillhör regionen Nentsien, som är en del av Archangelsk oblast, och är cirka 3 496 km² stor. Stränderna är mestadels sandiga och det inre bildar en vidsträckt tundra, som här och där sväller upp i lägre kullar. Växtligheten är tundraartad då marken på sommaren inte upptinar djupare än cirka 0,6 meter. Havet runt ön är grunt med många sandbankar.
Omkring 400 personer bor idag på ön, varav de flesta är nentser. De flesta nentser, som traditionellt haft renskötsel som syssla, bor idag året om i byn Bugrino på öns sydöstra kust, jämfört med att tidigare under 1900-talet ha varit mer utspridda över ön enligt renarnas säsongsbeten. Detta eftersom renskötselns modernisering minskat arbetsbehovet ute på tundran. År 2007 beräknades enligt en studie ungefär 40 personer arbeta med renskötsel ute på tundran och då fanns cirka 7 000 renar på ön. 2012 fanns mer än 12 000 renar på ön. 2013-2015 inträffade en massdöd av renar på ön och 2015 fanns mindre än 200 renar kvar. 2017 fanns 250-500 renar.
På 1980-talet gjordes oljefyndigheter på ön och kommersiell oljeproduktion startades. Oljefältet Peschanoozerskoye ligger på den nordöstra sidan av ön och i närhet finns en liten flygplats som varit i drift sedan 2002. Vid oljefältet finns ett skiftläger där arbetarna inom oljeindustrin bor. På öns norra kust finns en gränspost med en väderstation och en fyr. Fler fyrar finns längs kusten på andra platser på ön, och en väderstation finns också i Bugrino, som också har en radiostation, ett postkontor, en kyrka, ett kulturcenter, ett hälsocenter, en affär, och en förskola och skola för de små barnen, sedan går barnen i internatskolor i Narjan-Mar.
2019 förklarades en del av ön som skyddat område, så kallat zakaznik, av Nentsiens regionala styre, för att "bevara och stödja biodiversitet i Barents hav och Arktis". Ön ses som viktig för flyttfåglar och är en häckningsplats för gäss som bläsgås, sädgås och vitkindad gås. På några ställen vid kusten träffas guanobäddar av flera meter mäktighet. Traditionella näringar som renskötsel och fiske är tillåtna inom området. Öns fauna och flora var länge inte särskilt väl utforskad på grund av öns otillgänglighet då sandbankarna och de grunda kustvattnen runt ön var svåra för fartyg, men den innehåller flera hotade arter. Ön är numera lättare tillgänglig genom helikopter från Narjan-Mar. Då ön ligger i norra Rysslands gränsområde behöver dock besökare idag, särskilt utländska, särskilt tillstånd för att besöka ön.

## Historia
Enligt texter kände pomorer till ön sedan 1200-talet eller 1300-talet. Pomorerna besökte tillfälligt ön under fiskesäsongen, men hade inga bosättningar på ön. Första försöket att kolonisera ön skedde 1767 av ett sällskap raskolniker, som dock omkom av skörbjugg och umbäranden. Av de 70 personer som sällskapet bestod av överlevde bara 4 i ett år. 1840 flyttade en grupp nentser med sina renar till ön. De levde traditionellt på renskötsel, jakt och fiske. Deras administrativa centrum blev Bugrino, som då inte var mer än ett läger. Nentserna på ön hade fortfarande i början av 1900-talet en övervägande nomadisk livsstil och rörde sig över tundran. Bara några få var på 1920-talet bofasta i Bugrino.
Den första västeuropeiska upptäcktsresande som såg ön var förmodligen Hugh Willoughby 1553. Tre år senare sågs den med säkerhet av Stephen Borough. Den 20 augusti 1580 gick två fartyg från det engelska moskovitiska kompaniet (Arthur Pets fartyg George och Charles Jackmans fartyg William) på grund utanför ön, innan de tog sig loss och seglade vidare. 1609 förliste dansken Jens Munk utanför ön och tog sig till fastlandet i en jolle. Willem de Vlamingh skall ha landstigit på ön 1668.
Omkring 1820 kartlades Kolgujevs kust av ryska expeditioner, bland annat av Fjodor Litke 1819, 1823 och 1824. Bland de första att utforska öns flora var botanikern Franz Joseph Ruprecht 1841. 1894 tillbringade den brittiske naturhistorikern Aubyn Trevor-Battye flera månader på ön och gjorde bland annat etnografiska studier. 1902 tillbringade en rysk expedition ledd av Sergei Buturlin två månader på ön och utforskade dess flora och fauna och de kartlade också för första gången öns inre mer noggrant.
På 1930-talet började bostadshus byggas i Bugrino. Dessutom byggdes en skola. En kyrka i trä fanns sedan tidigare (byggd 1910). Den nomadiska befolkningen på ön började flytta in i hus.
På 1950-talet, under sovjettiden, blev Novaja Zemlja utsedd till testplats för kärnvapenprov och myndigheterna flyttade de flesta nentser på Novaja Zemlja till Kolgujev och drev även renar från Novaja Zemlja till Kolgujev.
På 1980-talet gjordes oljefyndigheter på Kolgujev och kommersiell oljeproduktion startades. Prospekteringen började redan på 1960-talet.
Under senare 1900-talet och 2000-talet ledde modernisering inom renskötsel till att fler och fler av öns invånare blev bofasta i Bugrino. 2007 fanns cirka 7 000 renar på ön och ungefär 40 personer arbetade med renskötsel ute på tundran som herdar. 2012 uppskattades det finnas mer än 12 000 renar på ön. 2013-2015 inträffade en massdöd av renar på ön som starkt reducerade hjordarna tills mindre än 200 renar fanns kvar. Orsaken till massdöden har antagits vara överpopulation, dåligt väder och bristande förvaltning. Efteråt började man återuppbygga hjordarna, men konsekvensen av hjordarnas kollaps blev stora för renägarkollektivet, som behövde hitta en annan försörjning. 2017 uppgav kollektivet att dess nya inriktning är fiske och insamling av växter. Samma år fanns 250-500 renar på ön.

## Befolkning
Enligt folkräkningen 2021 hade ön 413 invånare. Vid folkräkningen 2010 hade ön 436 invånare. De flesta är nentser, men det finns även ett mindre antal komier. Den lokala administrationen på ön uppger lite högre siffror för år däremellan, 479 invånare i byn, av vilka 452 nentser (någon gång mellan 2016 och 2019). På oljefältet arbetar också skiftarbetare som flygs in från fastlandet.